# Pseudolasius typhlops
Pseudolasius typhlops é uma espécie de formiga do gênero Pseudolasius, pertencente à subfamília Formicinae.